# Charles Marsham, I conte di Romney
Charles Marsham, I conte di Romney (28 settembre 1744 – 1º marzo 1811) è stato un politico inglese.

## Biografia
Era il figlio di Robert Marsham, II barone Romney, e di sua moglie, Priscilla Pym, figlia ed erede di Charles Pym. Fu educato all'Eton College e al Christ Church di Oxford. Succedette a suo padre alla baronia il 16 novembre 1793. Nello stesso anno Charles ereditò le enormi piantagioni di zucchero del nonno, conosciute come "Romney's", sull'isola di St. Kitts, nei Caraibi.
Fu eletto membro della Royal Society nel 1766.

## Carriera
Romney fu eletto deputato per Maidstone (1768-1774) e per il Kent (1774-1790). Fu anche Lord luogotenente del Kent (1797-1808).
Nel 1799 intrattenne il re Giorgio III a Moat House, quando il re esaminò circa seimila volontari del Kent. Nel 1801 Lord Romney fu creato Visconte Marsham, del Moat nella contea di Kent, e conte di Romney.

## Matrimonio
Sposò, il 30 agosto 1776, Lady Frances Wyndham (9 luglio 1755-15 gennaio 1795), figlia di Charles Wyndham, II conte di Egremont. Ebbero due figli:
- Charles Marsham, II conte di Romney (22 novembre 1777-29 marzo 1845);
- Lady Frances Marsham (25 ottobre 1778-30 giugno 1868), sposò Sir John Riddell, ebbero sette figli.